# Будень (Джурджу)
Будень, Будені (рум. Budeni) — село у повіті Джурджу в Румунії. Входить до складу комуни Комана.
Село розташоване на відстані 27 км на південь від Бухареста, 34 км на північ від Джурджу.

## Населення
За даними перепису населення 2002 року у селі проживали 909 осіб, з них 908 осіб (99,9%) румунів. Рідною мовою 908 осіб (99,9%) назвали румунську.